# المؤتمر الوزاري لحماية الغابات في أوروبا

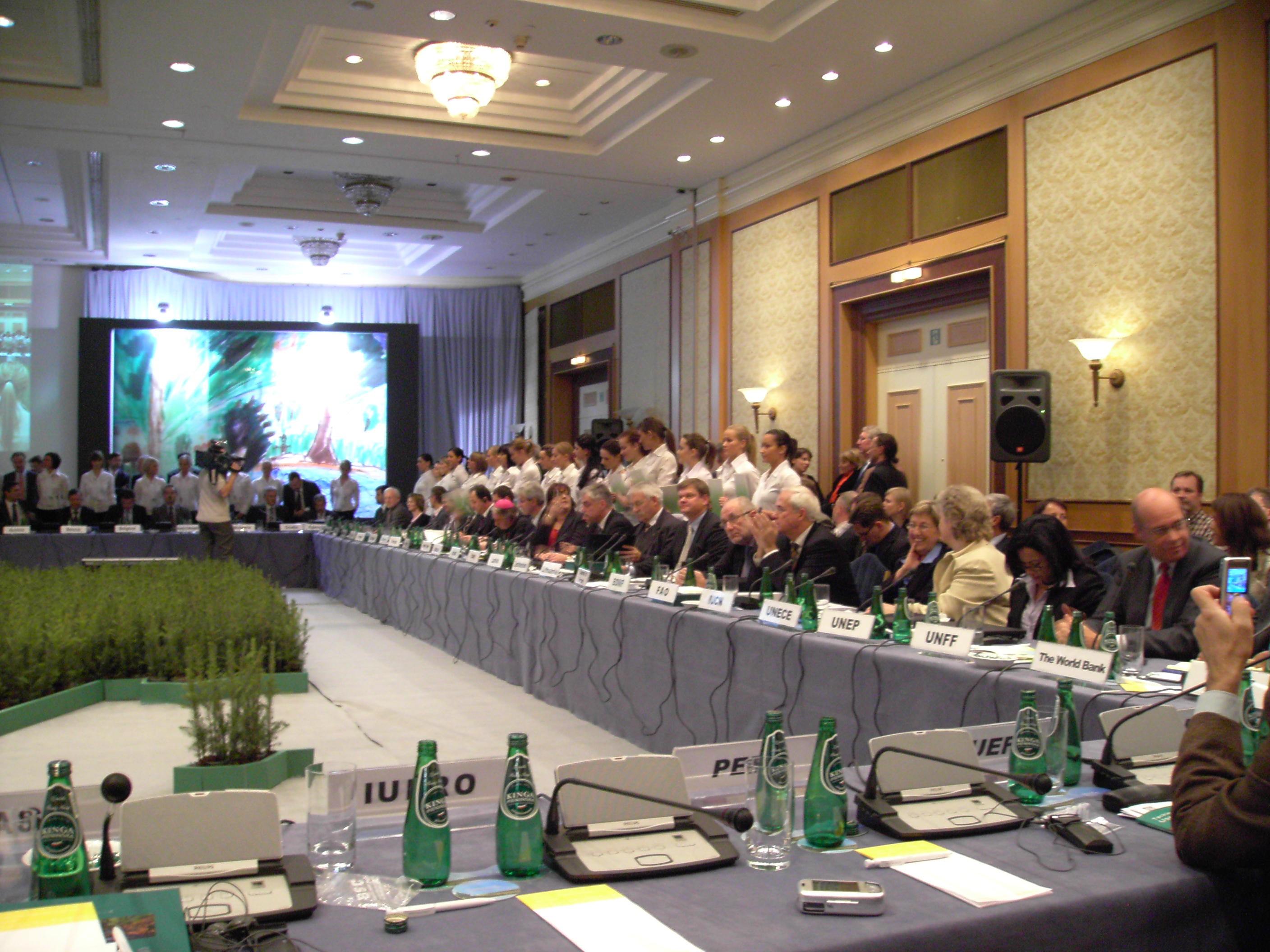

يعد المؤتمر الوزاري لحماية الغابات في أوروبا (MCPFE)، عملية سياسية طوعية على مستوى وزاري أوروبي لتعزيز الإدارة المستدامة لأوروبا الغابات.
من خلال هذه العملية، يتم وضع مبادئ توجيهية ومعايير ومؤشرات للإدارة المستدامة للغابات وأدوات أخرى لتعزيز الإدارة المستدامة للغابات (SFM).
في كل مؤتمر، يتم الاتفاق على إعلان سياسي مشترك واتخاذ قرارات مختلفة ، من أجل وضع استراتيجيات مشتركة للبلدان الـ 46 الموقعة عليه والاتحاد الأوروبي بشأن كيفية حماية الغابات وإدارتها بشكل مستدام.